# Heideland (Brandeburgo)
Heideland è un comune di 448 abitanti del Brandeburgo, in Germania.

Appartiene al circondario dell'Elba-Elster (targa EE) ed è parte della comunità amministrativa (Amt) dell'Elsterland.

## Geografia antropica

### Suddivisioni amministrative
Il territorio comunale comprende 3 centri abitati (Ortsteil):
- Drößig
- Eichholz
- Fischwasser